# Панкус
Панкус или Панку (хет. panku-, «собрание») — хеттское народное собрание, созывавшееся царём для решения важнейших государственных вопросов и осуществления определённых судебных функций в период Древнехеттского царства (XVII—XVI вв. до н. э.).

## История и состав
Существительное panku- («собрание») является субстантивированным хеттским прилагательным panku- («совокупный»), родственным древнеиндийскому прилагательному bahú-, основным значением которого являлось «многочисленный». Старейшее дошедшее до нас письменное упоминание панкуса содержится в   .